# Nome de código
Um nome de código (português europeu) ou codinome (português brasileiro), tecnicamente chamado criptónimo, é uma designação que se dá a produtos ou pessoas quando estes não dispõem de um nome que os associe ao meio onde operam, ou que ainda não foram tecnicamente baptizados, ou quando não se pretende revelar a verdadeira identidade - notadamente em operações militares secretas, em organizações ou ações criminosas ou em espionagem.
São várias as razões para adoção de um codinome, como por exemplo a proteção da verdadeira identidade de uma pessoa, como no caso do ex-deputado e ex-ministro José Dirceu, conhecido como "Daniel" nos tempos de clandestinidade, durante o regime militar. O codinome é também utilizado para designar um produto ainda em desenvolvimento, por razões estratégicas de sigilo comercial e industrial, como no caso da 15ª e atual versão do sistema Android, chamada internamente de Vanilla Ice Cream.
Em outras situações o uso de um codinome visa proteger algo ainda em andamento e destinado a um evento futuro, cuja revelação poderia gerar questionamentos públicos ou ainda provocar danos à segurança da operação ou mesmo à segurança nacional. Todo o planejamento da coroação do rei Carlos III do Reino Unido, por exemplo, foi designado pelo condinome "Operação Orbe Dourada".
O programa de pesquisa e desenvolvimento das primeiras bombas atômicas foi chamado de Projeto Manhattan, enquanto que a operação de cooptação e repatriamento de cientistas, engenheiros e técnicos alemães para os Estados Unidos, após a 2ª Guerra Mundial, foi batizada de Operação Paperclip.